# Ambrose Rookwood
Ambrose Rookwood, född cirka 1578, död 31 januari 1606 i London, var en av de katolska konspiratörerna som försökte lönnmörda Jakob I av England genom att spränga det engelska överhuset i Westminsterpalatset, i vad som kallas för krutkonspirationen 1605. Rookwood värvades till konspirationen sent i september 1605.
Familjen Rookwood var välbärgade och ståndaktiga katoliker och de sågs som bråkmakare av myndigheterna. Båda Rookwoods föräldrar och en av hans kusiner hade varit fängslade för sin tro och Rookwood själv blev åtalad av samma anledning i februari 1605. Rookwood har av jesuiten Oswald Tesimond beskrivits som "välbyggd och stilig, om något kort", vilket han kompenserade för genom att klä sig på ett extravagant sätt. Rookwood gick med i konspirationen efter att han hade kontaktats av Robert Catesby, Thomas Wintour och John Wright. När Rookwood, den 5 november 1605, fick reda på att Guy Fawkes hade misslyckats med sin del av planerna och även blivit gripen flydde han tillsammans med flera av de andra konspiratörerna till Holbeche House, på gränsen till Staffordshire. På morgonen den 8 november anlände Richard Walsh, som var High Sheriff of Worcestershire, tillsammans med en styrka på omkring tvåhundra man till Holbeche House. En eldstrid bröt ut och Rookwood, tillsammans med Thomas Wintour och John Grant, sårades och greps omedelbart därefter.
Vid rättegången som hölls mot de överlevande konspiratörerna den 27 januari 1606 blev det en fällande dom för högförräderi för samtliga. Tillsammans med några av de andra konspiratörerna avrättades Rookwood den 31 januari 1606 på Old Palace Yard i Westminster genom hängning, dragning och fyrdelning.

## Biografi

### Tidigt liv
Ambrose Rookwood föddes runt 1578 som den andre sonen, av totalt fyra, i äktenskapet mellan Robert Rookwood och hans andra fru Dorothea Drury. Robert hade fyra söner från sitt tidigare äktenskap med Bridget Kemp, men samtliga avled före sin far. Familjen Rookwood hade levt i Stanningfield i Suffolk i trehundra år och då de var välbärgade och ståndaktiga katoliker sågs de av myndigheterna som bråkmakare. Rookwoods papistiska kusin Edward hade tillbringat tio år i fångenskap för sin tro, men 1578 bjöd han in Elisabet I av England till sitt hem Euston Hall. Drottning Elisabets besök var extremt kostsamt för familjen Rookwood och på grund av detta förlorade de en del av sitt inflytande under flera år framöver. Rookwoods föräldrar hade även de varit fängslade för sin tro och Rookwood själv blev åtalad av samma anledning i februari 1605. Dock var Rookwood inte rädd för att skylta med sin tro; under sommaren 1605 lät han knivsmeden John Craddock i London fästa en spansk svärdsklinga i ett svärdsfäste som hade passionshistorien ingraverat på sig. Eftersom vapen såsom detta ofta bars offentligt var Rookwoods svärd en potentiellt farlig markör avseende hans religiösa tro.
Rookwood och två av hans bröder, Robert och Christopher, undervisades av jesuiter först i Saint-Omer och senare i Flandern. Båda bröderna blev präster (Rookwoods äldste bror, Henry, blev en franciskanbroder) och hans styvsystrar Dorothea och Susanna blev nunnor. Rookwood gifte in sig i släkten Tyrwhitt, en framstående katolsk släkt från Kettleby i Lincolnshire, och hans fru Elizabeth (som var kusin med Robert Keyes) födde åtminstone två söner: Robert och Henry. Enligt jesuiten Oswald Tesimond var Rookwood "välbyggd och stilig, om något kort", vilket han kompenserade för genom att klä sig på ett extravagant sätt. Enligt författaren Antonia Fraser var hans sätt att klä sig opassande för tidsperioden, då kläderna skulle beteckna ens samhällsklass snarare än hur mycket pengar man hade. När Rookwoods far avled 1600 fick Rookwood ärva Coldham Hall, ett engelskt country house i Stanningfield, vilket han gjorde om till en fristad för präster. Följande år var Rookwood inblandad i Robert Devereux, 2:e earl av Essex uppror mot drottning Elisabet, vilket flera av de som senare skulle medverka under krutkonspirationen också var. Lord Essex var enbart intresserad av sina egna ambitioner, men jesuiten Henry Garnet hävdade att flera av de unga män som slöt upp bakom honom gjorde så av katolska skäl. För sin medverkan i upproret fängslades han i Newgatefängelset. I augusti 1605 följde Rookwood med Garnet och John Gerard på en pilgrimsfärd till helgedomen St Winefride's Well i Holywell, Flintshire i Wales.

### Medverkan i krutkonspirationen
När Jakob I av England efterträdde drottning Elisabet verkade han agera på ett mer tolerant sätt mot olika trosuppfattningar än vad Elisabet tidigare gjort och de katolska engelsmännen hoppades på att de skulle slippa bli förföljda på grund av sin tro. Dock var Robert Catesby, en hängiven katolik från Warwickshire, missbelåten med Jakobs utövande av kungamakt och han planerade därför att lönnmörda kungen i ett sprängdåd mot det engelska överhuset i Westminsterpalatset. I det följande upploppet skulle Catesby hetsa folket att göra revolt och få dem att kröna Elisabet Stuart till drottning. Catesby hade finansierat det mesta av konspirationen själv, men i augusti 1605 började han få slut på pengar. Under ett hemligt möte i Bath samma månad (där Catesby, Thomas Bates, Thomas Wintour och Thomas Percy var närvarande) bestämdes det att konspiratörerna var för få för att kunna genomföra sina planer och Catesby fick lov att involvera fler personer, om han så ville. Bates var den ende av konspiratörerna som öppet protesterade mot idén och Catesby värvade strax därefter Rookwood, Francis Tresham och Everard Digby; där Rookwood gick med i konspirationen sent i september samma år sedan han hade kontaktats av Catesby, Wintour och John Wright. Rookwood var hästuppfödare till yrket och i hans stall fanns det flera fina hästar som skulle komma till nytta vid upproren i Midlands. Han hade blivit tillfrågad att förse konspiratörerna med krut ungefär ett år tidigare, under förevändningen att det skulle vara till William Stanleys regemente i Flandern (vilket inte längre var en olaglig aktivitet efter Londonfördraget 1604), men utöver detta gav han inte någon monetär hjälp till konspiratörerna.

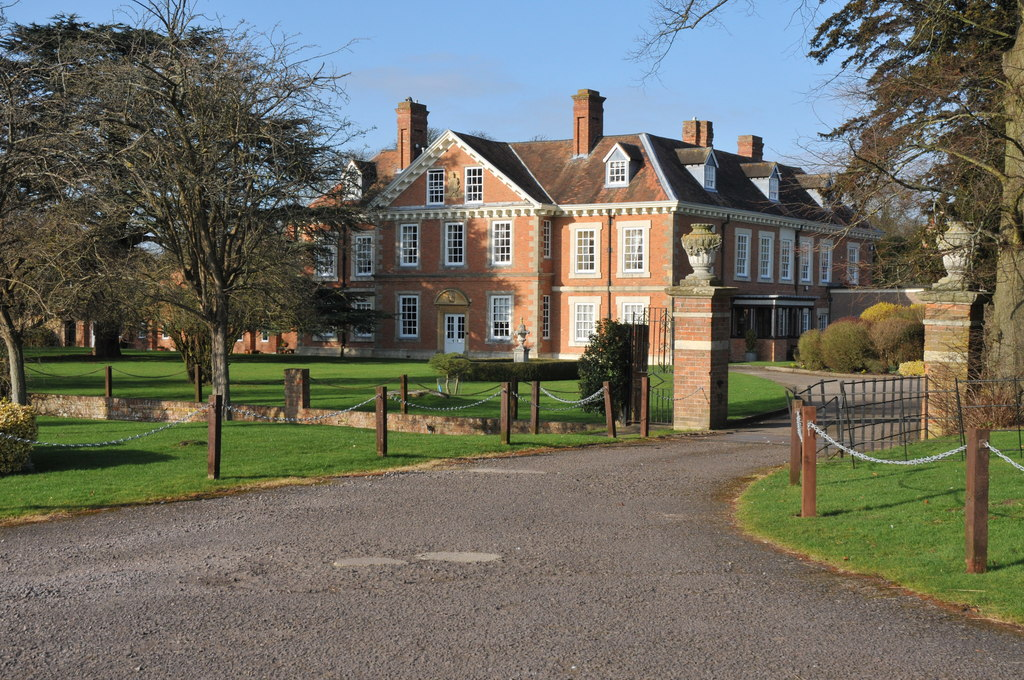
Robert Catesby befallde Rookwood att hyra Clopton House (på bilden), i närheten av Stratford-upon-Avon, och Rookwood flyttade in dit efter mickelsmäss 1605.

Rookwood kan ha misstänkt att något var i görningen i och med att hans fru var kusin med Keyes (som gick med i konspirationen före Rookwood), men dessa uppgifter går inte att säkerställa. Rookwood var först orolig över de katolska lorder som skulle befinna sig i Westminsterpalatset när sprängdådet skulle äga rum, men Catesby övertygade honom om att dessa skulle bli lurade till att inte gå till parlamentets öppnande den dagen. Om Rookwood hade några fler tvivel skingrades dessa när Catesby ljög om att jesuiterna hade godkänt konspiratörernas planer. Rookwood hade tidigare bott tillsammans med Robert och Thomas Wintour vid Huddington Court och med den katolska familjen Lacons vid Kinlet Hall, men när Catesby befallde honom hyrde Rookwood Clopton House, i närheten av Stratford-upon-Avon, och han flyttade in dit efter mickelsmäss 1605. Han tog med sig flera katolska symboler såsom nattvardskärl, krucifix, mässhakar, latinska böcker och radband. Dessa gömdes sedan i en källare som jesuiten Nicholas Owen hade låtit bygga. Mot slutet av oktober anslöt sig Rookwood till Keyes i hans hyresrum i London. Några dagar innan det tilltänkta sprängdådet ändrade sig Rookwood angående svärdsfästet, som han hade låtit Craddock göra åt honom, och Rookwood bad honom att ändra fästet till ett i guld istället. Det omgjorda svärdet, vilket förmodligen kostade Rookwood mer än £20, levererades till honom den 4 november. Rookwood och Keyes tillbringade natten innan det tilltänkta sprängdådet i Elizabeth Mores hus i närheten av Temple Bar i London. De besöktes senare på kvällen av Guy Fawkes (som var ansvarig för sprängladdningarna under Westminsterpalatset) och han kom för att hämta ett fickur som Percy hade lämnat där, vilket han skulle använda för att kunna tända på stubintråden vid rätt tillfälle.

#### Konspirationens misslyckande
William Parker, 4:e baron Monteagle hade den 26 oktober 1605 mottagit ett anonymt brev i vilket han ombads hålla sig borta från öppnandet av parlamentet, som skulle äga rum tisdagen den 5 november. Monteagle var osäker på det anonyma brevets innehåll, så han skickade det till Robert Cecil, 1:e earl av Salisbury, som var Secretary of State vid tillfället. När brevet till Monteagle visades upp för kung Jakob den 1 november kände han att det antydde något som berörde eld och krut; möjligtvis i stil med de explosioner som föregick mordet på hans far, Henry Stuart, lord Darnley, den 10 februari 1567. På lördagen den 2 november bestämde sig riksrådet för att parlamentet skulle genomsökas. På måndagen den 4 november genomfördes den första genomsökningen, ledd av Thomas Howard, 1:e earl av Suffolk, och då fann de en stor hög med kvistar som låg i ett hörn i källarvalvet under det engelska överhuset. Jakob beordrade att ännu en genomsökning skulle genomföras, vilket skedde runt midnatt natten till den 5 november. Denna genomsökning leddes av Thomas Knyvet, 1:e baron Knyvet och de fann då Fawkes i källarvalvet under det engelska överhuset, där han vaktade kruttunnorna. Fawkes greps på plats.

#### Konspiratörernas flykt
Nyheten om Fawkes gripande spreds som en löpeld genom London och när Christopher Wright, John Wrights bror, fick reda på nyheten gick han direkt till Thomas Wintour, som vid tillfället befann sig på värdshuset Duck and Drake. Då Fawkes hade uppgett att hans namn var John Johnson och att han var vasall åt Percy var det den senare som myndigheternas första arresteringsorder berörde. Thomas listade ut detta och bad Christopher att snabbt ta sig till Percy för att säga åt honom att fly. Thomas dröjde sig kvar i London, men Christopher och Percy lämnade staden följt av Keyes och Rookwood. Rookwood, som var en ryktbar ryttare, red cirka 48 kilometer på två timmar med en och samma häst. Han hade tidigare placerat ut hästar på olika ställen i landet och dessa använde han för att ta sig förbi Keyes vid Highgate och sedan Christopher och Percy vid Little Brickhill i närheten av Dunstable. Rookwood hann ifatt Catesby, som hade lämnat London föregående dag för att förbereda revolten, och Rookwood berättade då för Catesby att Fawkes hade gripits och att konspirationen hade misslyckats. Gruppen (som nu bestod av Catesby, Bates, bröderna Wright, Percy och Rookwood) begav sig av mot Dunchurch.

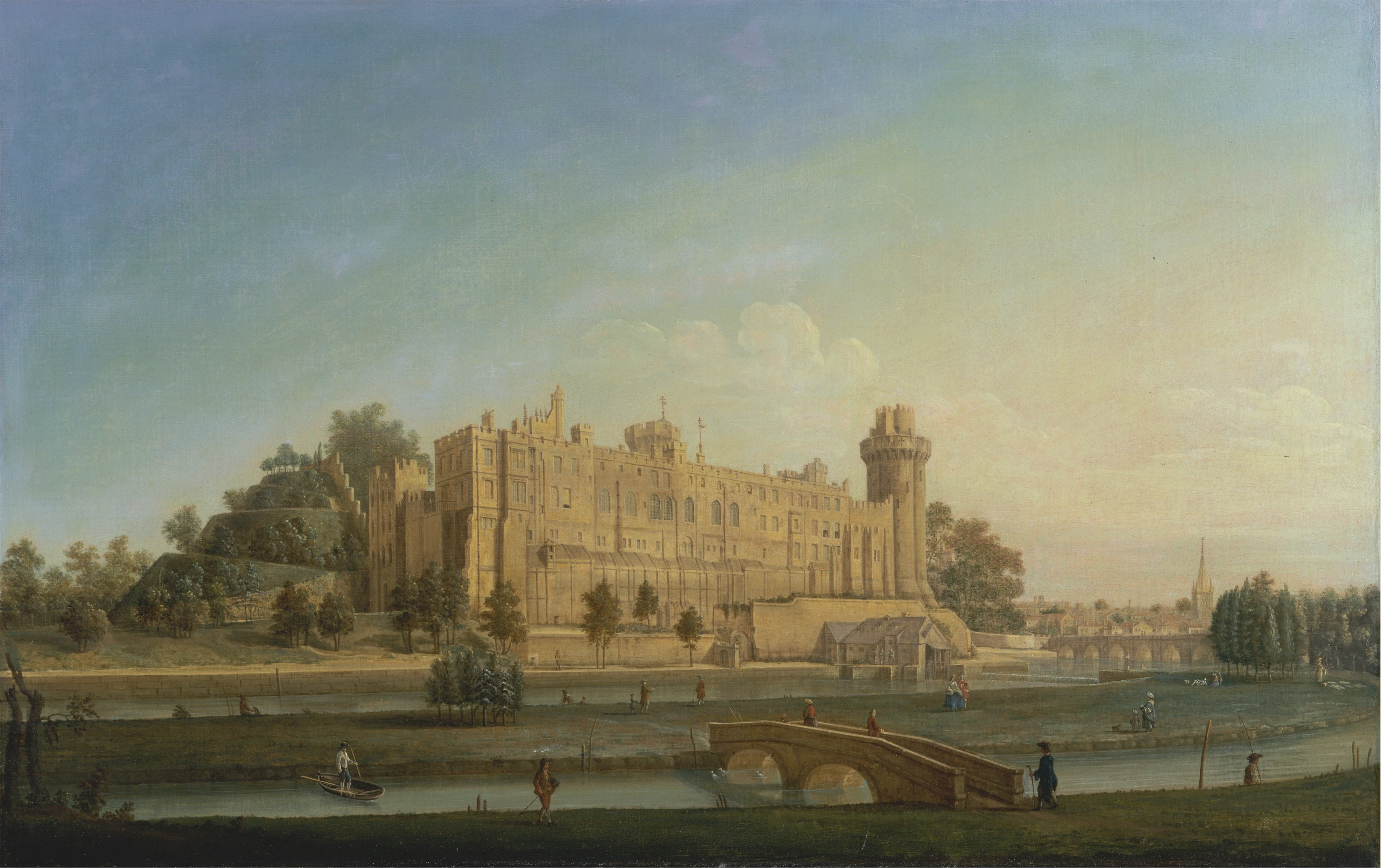
Konspiratörerna stal hästar från Warwick Castle, men Rookwood undvek att besöka staden slottet låg i.

Den 6 november, under tiden som Fawkes torterades, började myndigheterna leta efter alla de som misstänktes vara inblandade i konspirationen. Rookwoods vasaller, som fortfarande var kvar i Clopton House som deras herre hade lämnat som hastigast, förhördes under denna dag. Hans ägodelar i huset, däribland flera komprometterande katolska symboler, konfiskerades och ungefär samtidigt som konspiratörerna nådde Catesbys familjehem i Ashby St. Ledgers utpekades Rookwood som en av de misstänkta medhjälparna till konspirationen av Lord Chief Justice John Popham. Konspiratörerna fortsatte sin färd mot Dunchurch där de mötte den nyligen värvade konspiratören Digby, som var där med sitt jaktlag (vilket i verkligheten var en grupp beväpnade män på hästar). Dagen därpå stal konspiratörerna hästar från Warwick Castle, men Rookwood undvek att besöka staden slottet låg i. Gruppen samlade sedan på sig vapen de lagrat vid Norbrook, i närheten av Stratford-upon-Avon, och de begav sig sedan mot Huddington. Myndigheterna hade gått ut med en efterlysning vad det gällde konspiratörerna och Catesby bad Bates leverera ett brev till fader Garnet vid Coughton Court, för att se om han kunde hjälpa dem. Garnets svar till konspiratörerna var att han bad dem sluta med sina "onda handlingar" och istället lyssna till påvens läror, varpå han själv flydde fältet.
Tidigt på morgonen den 7 november höll konspiratörerna en mässa tillsammans med fader Nicholas Hart, som också hade hört deras bekännelser; detta tolkade Fraser som att de visste att de inte hade lång tid kvar att leva. Konspiratörerna samlade nu på sig fler vapen och mer ammunition vid Hewell Grange i Tardebigge, Worcestershire och de försökte samtidigt utan framgång att värva fler rebeller. De tog sig sedan till Holbeche House, nära gränsen till Staffordshire. Både de och det krut de hade med sig var dyblött av regnet och de fick lägga ut krutet framför en öppen eld för att försöka få det att torka. En gnista från elden landade på krutet och flammorna som då skapades uppslukade Rookwood, Catesby, John Grant och en man vid namn Morgan (som var med i Digbys jaktlag). Rookwood och Catesby sades klarat sig "någorlunda väl" från elden, men Grant förblindades av flammorna och hans ögon har beskrivits som att vara "helt utbrända".

#### Striden i Holbeche House och Rookwoods gripande
Några av konspiratörerna valde nu att fly under nattens gång och de som stannade kvar var Rookwood, Catesby, Percy, bröderna Wright, Grant och Thomas Wintour. På morgonen den 8 november anlände Richard Walsh, som var High Sheriff of Worcestershire, tillsammans med en styrka på omkring tvåhundra man till Holbeche House och en eldstrid bröt ut. Wintour var den första att bli träffad och skottet tog i hans axel när han försökte korsa gårdsplanen. Efter Wintour träffades bröderna Wright och Rookwood, som fortfarande var skadad efter flammorna kvällen innan. Både Catesby och Percy dog när de träffades av samma skott, skjutet av John Streete av Worcester. Sheriffens män började nu plundra och klä av konspiratörerna. Rookwoods tillhörigheter skulle egentligen ha beslagtagits av myndigheterna, men hans välgjorda svärd visade sig vara en alltför stor frestelse för sheriffens män och det försvann spårlöst. Rookwood och de andra konspiratörerna togs först till Worcester och sedan till Towern; Rookwood satt fängslad i Martin Tower under sin fångenskap. De konspiratörer som fortfarande var på flykt tillfångatogs kort därefter och fängslades även de.

#### Fångenskap, rättegång och avrättning
"Då erkände han [Rookwood] sitt brott att vara så avskyvärt att han med rätta förtjänade konungens indignation, och lordernas, och hela konfederationens hat. Ändock kunde han inte befara att gå miste om en sådan barmhärtighet som hos en prins så rik på nåd och barmhärtighet. Och förresten, eftersom hans brott, fastän det var omöjligt för all slags förlåtelse, men icke alldeles omöjligt för någon förmildring, i det att han varken varit upphovsman eller utförande, utan enbart övertygad och indragen av Catesby, som han älskade mer än någon annan världens man, och att han hade dolt det, icke av någon illvilja gentemot konungens person, eller staten, eller av något som angick den egna ambitionen, men enbart dragen av den ömsinta aktning, och den trogna och kära tillgivenhet som han bar för herr Catesby, vännen som han högaktade mera kärt än någon annan sak i världen. Och denna nåd önskade han sig icke av någon rädsla för dödens bild, utan av sorg över att en så skamlig död för alla tider skulle efterlämna en sådan evig skavank och fläck på hans namn och släkt. Men emedan detta så var hans första brott, överlämnade han sig ändå i konungens nåd, och bad en bön att konungen i detta ville efterlikna Gud, som verkligen ibland straffar corporaliter, non mortaliter; kroppsligt, dock inte dödligt."
| ”                                      | Jag erkänner härmed att uppå torsdags morgon, varande den 7 november 1605, bekände jag och alla de andra gentlemännen (såsom jag minns det) våra synder för en herr Hamonde Preeste, i herr Robert Wintours hem, och bland andra mina synder erkände jag verkligen mitt misstag att dölja deras uppsåtliga tilltag med krut emot majestätet och staten, med en ånger i samvetet att angelägenheten mig tycktes vara för blodig; han [Preeste] gav mig en allomfattande syndaförlåtelse, utan att några andra omständigheter påskyndades av den mängd personer som sökte upp honom. | „ |
| – Ambrose Rookwood den 21 januari 1606 | |   |

I Towern bevakades de fängslade konspiratörerna i hemlighet av kung Jakob och hans familj. Rättegången mot de åtta överlevande konspiratörerna påbörjades den 27 januari 1606. De togs till Whitehall från Towern och hölls sedan ett tag i Stjärnkammaren innan de leddes in i Westminster Hall. Konspiratörerna blev anklagade för högförräderi, men samtliga anklagade, utom Digby, hävdade att de var oskyldiga. Konspiratörerna hade ingen försvarsadvokat som förde deras talan och därför var resultatet av rättegången mer eller mindre bestämd redan i förväg. De anklagade fick sedan möjligheten att tala inför domstolen om varför de inte skulle bli dömda till döden. När Rookwood försvarade sina handlingar nämnde han att han hade gått med i konspirationen på grund av sin vänskap med Catesby, "som han älskade mer än någon annan världens man." Rookwood sade även att han förstod att han inte skulle bli skonad från sina brott, men han bad ändå om pardon. Hans försvar var förgäves och vid rättegångens slut blev utfallet en fällande dom i högförräderi för samtliga anklagade.
De första avrättningarna av konspiratörerna ägde rum den 30 januari 1606 på kyrkogården vid den västra delen av Sankt Paulskatedralen. Där blev Digby, Robert Wintour, Grant och Bates hängda, dragna och fyrdelade. På morgonen dagen därpå blev Rookwood, Thomas Wintour, Keyes och Fawkes fastbundna på varsin träram och på dessa drogs de med hjälp av en häst genom Londons gator fram till Old Palace Yard i Westminster. Rookwood hade bett om att bli informerad när han drogs förbi sitt hus, så att han skulle kunna öppna sina ögon och se sin fru Elizabeth som väntade på honom i fönstret. Han ska ha skrikit: "Be för mig, be för mig!" när han passerade huset och enligt fader Gerard, som vid tillfället inte var närvarande, ska Elizabeth ha svarat: "Det ska jag och var vid gott mod. Ge dig själv helt till Gud. Jag, för min del, släpper dig fri så att du kan återställas inför Gud såsom Han gav dig till mig." Resten av vägen bad Rookwood med sina ögon stängda. Thomas Wintour var den förste att avrättas den dagen och efter honom var det Rookwoods tur. Han höll ett kortare tal, i vilket han var ångerfull och bad Gud att välsigna kungen och hans familj, men samtidigt bönföll han Gud att göra kungen till en katolik. Rookwood verkar ha hängts längre än de andra konspiratörerna och efter det fick han utstå resten av sitt straff.